# 코마츠 미호 5 ~source~
《코마츠 미호 5 : source》(일본어: 小松未歩 5 〜source〜 こまつみほ ファイブ ソース[*])는 코마츠 미호의 5번째 음반이다.

## 내용
- 2002년 9월 25일에 발매.
- 〈머무르지 않는 사랑〉에서 〈dance〉까지의 4작 싱글곡을 수록한 5번째 음반이다. 부클렛에는 스크린 시트에 본인 직필(인쇄) 곡순이 적혀있는 등, 호화스러운 사양으리 되어있다.
- 오리콘 음반 차트에서는 처음으로 톱 10에 들어가는 작품이 되며, 이후 작품 중에서 톱 10에 들어간 것은 없다.

## 수록곡
- 전체 작사 · 작곡: 코마츠 미호

1. gift
편곡: 오가 요시노부
2. 사랑해...(愛してる...)
  - 편곡: 오가 요시노부

15번째 싱글.
3. 머무르지 않는 사랑(とどまることのない愛)
  - 편곡: 오가 요시노부

13번째 싱글
4. commune with you
  - 편곡: 오가 요시노부

메트로놈의 3박자의 리듬인, 왈츠를 바탕으로 한 곡이다. 음반 발매시에 제작된 비디오 클립에서는 해당 곡을 녹음 스튜디오의 복도 등에서 부르는 모습도 수록되어있으며, 라이너 노츠로 기술하고 있는 메트로놈도 등장하고 있다.
5. 발버둥질(足掻き)
  - 편곡: 오가 요시노부

15번째 싱글 〈사랑해...〉으ㅗ 수록곡.
6. 약속의 바다(約束の海)
  - 편곡: 이케다 다이스케
7. style of my own
  - 편곡: 후루이 히로히토
8. 최후의 요새(さいごの砦)
  - 편곡: 오가 요시노부

14번째 싱글.
9. dance
  - 편곡: 오가 요시노부

16번째 싱글.
10. 그래도 잊지 않아(でも忘れない)
  - 편곡: 오가 요시노부
11. 사랑의 노래(愛の唄)
  - 편곡: 오가 요시노부

14번째 싱글 〈최후의 요새〉의 수록곡.

### lyrics 수록곡
- commne with you

## 같이 보기
- 코마츠 미호
- 오가 요시노부
- 후루이 히로히토